# Llista de topònims de Tiana
Llista de topònims (noms propis de lloc) del municipi de Tiana, al Maresme
Informació actualitzada per un bot. Els canvis manuals es perdran quan s'actualitzi!

## aqüeducte
| imatge | Nom                    | Ubicat a | instància de   | Detalls                                                  | coordenades                                                                              | Protecció                                  | Commons (més fotos)         | Dades a WD                    |
| ------ | ---------------------- | -------- | -------------- | -------------------------------------------------------- | ---------------------------------------------------------------------------------------- | ------------------------------------------ | --------------------------- | ----------------------------- |
|        | Aqüeducte d'en Gili    | Tiana    | aqüeducte pont | Estil: arquitectura popular Estat: enderrocat o destruït | 41° 28′ 48″ N, 2° 16′ 16″ E / 41.479868°N,2.271032°E ca:Sobre la riera d'en Font 89 msnm | bé integrant del patrimoni cultural català | Aqüeducte d'en Gili (Tiana) | Modifica les dades a Wikidata |
|        | Aqüeducte d'en Guinard | Tiana    | aqüeducte pont | Estil: arquitectura popular Estat: enderrocat o destruït | 41° 28′ 40″ N, 2° 15′ 51″ E / 41.47774°N,2.26426°E                                       |                                            |                             | Modifica les dades a Wikidata |

## carrer
| imatge | Nom                                  | Ubicat a | instància de | Detalls                                  | coordenades                                                                | Protecció                                  | Commons (més fotos)                  | Dades a WD                    |
| ------ | ------------------------------------ | -------- | ------------ | ---------------------------------------- | -------------------------------------------------------------------------- | ------------------------------------------ | ------------------------------------ | ----------------------------- |
|        | Carrer Antoni Clapés                 | Tiana    | carrer       | Estil: arquitectura popular 19th century | 41° 28′ 54″ N, 2° 16′ 02″ E / 41.48156°N,2.26718°E ca:Carrer Antoni Clapés |                                            |                                      | Modifica les dades a Wikidata |
|        | Carrer Sant Domènec                  | Tiana    | carrer       | Estil: arquitectura popular 19th century | 41° 28′ 59″ N, 2° 16′ 09″ E / 41.48296°N,2.26922°E ca:Carrer Sant Domènec  |                                            |                                      | Modifica les dades a Wikidata |
|        | Xarxa viària per a vianants de Tiana | Tiana    | carrer       | Estil: arquitectura popular 18th century | 41° 29′ 03″ N, 2° 15′ 55″ E / 41.48411°N,2.26536°E                         | bé integrant del patrimoni cultural català | Xarxa viària per a vianants de Tiana | Modifica les dades a Wikidata |
|        | carrer d'Isaac Albéniz               | Tiana    | carrer       | Estil: arquitectura popular              | 41° 28′ 56″ N, 2° 16′ 05″ E / 41.48218°N,2.26805°E                         | bé integrant del patrimoni cultural català | Avinguda Albéniz (Tiana)             | Modifica les dades a Wikidata |
|        | carrer de Sant Bru                   | Tiana    | carrer       | Estil: arquitectura popular              | 41° 29′ 04″ N, 2° 15′ 57″ E / 41.484452°N,2.265897°E ca:Carrer Sant Bru    | bé integrant del patrimoni cultural català | Carrer de Sant Bru (Tiana)           | Modifica les dades a Wikidata |

## casa
| imatge | Nom                                            | Ubicat a | instància de | Detalls                                                                                              | coordenades | Protecció                                  | Commons (més fotos)                            | Dades a WD                    |
| ------ | ---------------------------------------------- | -------- | ------------ | --- | --- | ------------------------------------------ | ---------------------------------------------- | ----------------------------- |
|        | Ca l'Artusa                                    | Tiana    | casa         | Arquitecte: Ramon Maria Riudor i Capella Estil: arquitectura modernista 1906                         | 41° 28′ 51″ N, 2° 16′ 08″ E / 41.480833333333°N,2.2688888888889°E ca:carrer Marquès de Monistrol, 13-15 111 msnm                                | bé integrant del patrimoni cultural català | Ca l'Artusa (Tiana)                            | Modifica les dades a Wikidata |
|        | Ca l'Ollé                                      | Tiana    | casa         | Estil: arquitectura popular 20th century                                                             | 41° 28′ 49″ N, 2° 16′ 07″ E / 41.48028°N,2.26851°E ca:Passeig de la Vilesa, 9                                                                   | bé integrant del patrimoni cultural català | Ca l'Oller (Tiana)                             | Modifica les dades a Wikidata |
|        | Ca la Godó                                     | Tiana    | casa         | Estil: arquitectura eclèctica                                                                        | 41° 29′ 13″ N, 2° 15′ 59″ E / 41.48682°N,2.26652°E ca:Carrer Doctor Fàbregues, 2 152 msnm                                                       | bé integrant del patrimoni cultural català | Ca la Godó                                     | Modifica les dades a Wikidata |
|        | Ca la Lola Anglada                             | Tiana    | casa         | Estil: arquitectura eclèctica                                                                        | 41° 28′ 56″ N, 2° 16′ 10″ E / 41.48214°N,2.26944°E 114 msnm                                                                                     | bé cultural d'interès local                | Ca la Lola Anglada (Tiana)                     | Modifica les dades a Wikidata |
|        | Cal Cucut                                      | Tiana    | casa         | | 41° 28′ 54″ N, 2° 16′ 07″ E / 41.48171°N,2.26871°E ca:Carrer Anselm Clavé, 12-14.                                                               |                                            |                                                | Modifica les dades a Wikidata |
|        | Can Barrau                                     | Tiana    | casa         | Estil: arquitectura eclèctica historicisme arquitectònic                                             | 41° 28′ 19″ N, 2° 15′ 56″ E / 41.47182°N,2.2656°E ca:Riera de Sant Jordi, 1-7 50 msnm                                                           | bé integrant del patrimoni cultural català | Can Barrau (Tiana)                             | Modifica les dades a Wikidata |
|        | Can Boccato                                    | Tiana    | casa         | Arquitecte: Ramon Maria Riudor i Capella Estil: noucentisme 1912                                     | 41° 28′ 46″ N, 2° 16′ 08″ E / 41.47955°N,2.26892°E ca:Passeig Vilesa, 13-17 112 msnm                                                            | bé integrant del patrimoni cultural català | Can Boccato                                    | Modifica les dades a Wikidata |
|        | Can Bonastre                                   | Tiana    | casa         | Estil: arquitectura eclèctica 20th century                                                           | 41° 28′ 52″ N, 2° 16′ 02″ E / 41.48123°N,2.2673°E ca:C. Sant Francesc, 14 − c. Dr. Mascaró 117 msnm                                             | bé integrant del patrimoni cultural català | Can Bonastre (Tiana)                           | Modifica les dades a Wikidata |
|        | Can Borés                                      | Tiana    | casa         | Estil: arquitectura eclèctica 1865                                                                   | 41° 28′ 59″ N, 2° 16′ 10″ E / 41.48295°N,2.26958°E ca:Carrer Sant Domènec, 21 116 msnm                                                          | bé integrant del patrimoni cultural català | Can Borés (Tiana)                              | Modifica les dades a Wikidata |
|        | Can Bretós                                     | Tiana    | casa         | Arquitecte: Ramon Maria Riudor i Capella Estil: noucentisme 1910s                                    | 41° 28′ 46″ N, 2° 16′ 08″ E / 41.47946°N,2.26898°E ca:Pg. de la Vilesa, 19 109 msnm                                                             | bé integrant del patrimoni cultural català | Can Bretós                                     | Modifica les dades a Wikidata |
|        | Can Cardús                                     | Tiana    | casa         | Estil: arquitectura eclèctica 19th century                                                           | 41° 28′ 55″ N, 2° 16′ 08″ E / 41.48208°N,2.26884°E ca:Pl. de la Vila 114 msnm                                                                   | bé integrant del patrimoni cultural català | Can Cardús (Tiana)                             | Modifica les dades a Wikidata |
|        | Can Clapés                                     | Tiana    | casa         | Estil: noucentisme                                                                                   | 41° 28′ 56″ N, 2° 16′ 04″ E / 41.48222°N,2.26789°E 122 msnm                                                                                     |                                            | Can Clapés (Tiana)                             | Modifica les dades a Wikidata |
|        | Can Cruspinera                                 | Tiana    | casa         | Arquitecte: Ramon Maria Riudor i Capella Estil: historicisme arquitectònic 1917                      | 41° 28′ 35″ N, 2° 16′ 11″ E / 41.47647°N,2.26961°E ca:passeig de la Vilesa, 41 99 msnm                                                          | bé integrant del patrimoni cultural català | Can Cruspinera                                 | Modifica les dades a Wikidata |
|        | Can Durà                                       | Tiana    | casa         | 20th century                                                                                         | 41° 29′ 02″ N, 2° 16′ 06″ E / 41.48402°N,2.26834°E ca:Plaça de l'Església 3                                                                     |                                            | Can Durà                                       | Modifica les dades a Wikidata |
|        | Can Fatxó                                      | Tiana    | casa         | Arquitecte: No/unknown value Estil: modernisme català 1893                                           | 41° 28′ 58″ N, 2° 16′ 03″ E / 41.482777777778°N,2.2675°E ca:carrer Sant Josep, 5-7 125 msnm                                                     | bé integrant del patrimoni cultural català | Can Fatxó (Tiana)                              | Modifica les dades a Wikidata |
|        | Can Garí                                       | Tiana    | casa         | Estil: arquitectura eclèctica 1909                                                                   | 41° 28′ 46″ N, 2° 16′ 07″ E / 41.47943°N,2.26848°E ca:Passeig de la Vilesa, 14                                                                  | bé integrant del patrimoni cultural català | Can Garí (Tiana)                               | Modifica les dades a Wikidata |
|        | Can Grasses                                    | Tiana    | casa         | 19th century                                                                                         | 41° 29′ 05″ N, 2° 16′ 08″ E / 41.48471°N,2.26897°E ca:Carrer Mare de Déu del Carme, 20                                                          |                                            |                                                | Modifica les dades a Wikidata |
|        | Can Guardiola                                  | Tiana    | casa         | Estil: arquitectura modernista                                                                       | 41° 28′ 50″ N, 2° 16′ 06″ E / 41.48055°N,2.26834°E ca:Passeig de la Vilesa                                                                      | bé integrant del patrimoni cultural català | Can Guardiola (Tiana)                          | Modifica les dades a Wikidata |
|        | Can Jaumet                                     | Tiana    | casa         | Arquitecte: Ramon Maria Riudor i Capella Estil: arquitectura eclèctica 1910s                         | 41° 28′ 51″ N, 2° 16′ 06″ E / 41.48094°N,2.26832°E ca:Carrer Anselm Clavé, 4-6                                                                  | bé integrant del patrimoni cultural català | Can Jaumet (Tiana)                             | Modifica les dades a Wikidata |
|        | Can Lamaña                                     | Tiana    | casa         | Estil: arquitectura eclèctica 19th century                                                           | 41° 29′ 01″ N, 2° 16′ 01″ E / 41.48348°N,2.26691°E ca:Riera de Tiana, 98 117 msnm                                                               | bé integrant del patrimoni cultural català | Can Lamaña (Tiana)                             | Modifica les dades a Wikidata |
|        | Can Mascaró                                    | Tiana    | casa         | Arquitecte: Ramon Maria Riudor i Capella Estil: arquitectura modernista 20th century                 | 41° 28′ 58″ N, 2° 16′ 00″ E / 41.482777777778°N,2.2666666666667°E ca:C. Sant Josep, 32                                                          | bé integrant del patrimoni cultural català | Can Mascaró (Tiana)                            | Modifica les dades a Wikidata |
|        | Can Montcanut                                  | Tiana    | casa         | Estil: arquitectura modernista 1890                                                                  | 41° 28′ 58″ N, 2° 15′ 59″ E / 41.482856°N,2.266364°E ca:Riera de Tiana, 117 110 msnm                                                            | bé cultural d'interès local                | Can Montcanut (Riera de Tiana)                 | Modifica les dades a Wikidata |
|        | Can Montcanut                                  | Tiana    | casa masia   | Arquitecte: Guillem Busquets i Vautravers Estil: arquitectura eclèctica arquitectura modernista 1911 | 41° 28′ 54″ N, 2° 16′ 06″ E / 41.481630555555554°N,2.2682305555555553°E ca:Antoni Clapés ca:Carrer Antoni Clapés, 2 / Isaac Albèniz, 4 121 msnm | bé integrant del patrimoni cultural català | Can Montcanut                                  | Modifica les dades a Wikidata |
|        | Can Noguera                                    | Tiana    | casa         | Estil: arquitectura eclèctica arquitectura neoclàssica                                               | 41° 29′ 09″ N, 2° 15′ 57″ E / 41.48584°N,2.26573°E ca:Riera de Tiana - av. Joan Garí 133 msnm                                                   | bé integrant del patrimoni cultural català | Can Noguera (Tiana)                            | Modifica les dades a Wikidata |
|        | Can Nonell                                     | Tiana    | casa         | Arquitecte: Ramon Maria Riudor i Capella Estil: arquitectura popular 1915                            | 41° 28′ 48″ N, 2° 16′ 07″ E / 41.48013°N,2.26863°E ca:Passeig de la Vilesa, 9-11                                                                | bé integrant del patrimoni cultural català | Can Nonell (Tiana)                             | Modifica les dades a Wikidata |
|        | Can Paris                                      | Tiana    | casa         | Estil: noucentisme 20th century                                                                      | 41° 28′ 42″ N, 2° 16′ 14″ E / 41.47833055555556°N,2.2706305555555555°E ca:Carrer de Matas, 31 93 msnm                                           | bé integrant del patrimoni cultural català | Can Paris (Tiana)                              | Modifica les dades a Wikidata |
|        | Can Pous                                       | Tiana    | casa         | Estil: arquitectura eclèctica 19th century                                                           | 41° 28′ 51″ N, 2° 16′ 00″ E / 41.48086°N,2.2666°E ca:C. Sant Francesc, 27-29 − c. Sant Valentí 96 msnm                                          | bé integrant del patrimoni cultural català | Can Pous (Tiana)                               | Modifica les dades a Wikidata |
|        | Can Puigcarbó                                  | Tiana    | casa         | Estil: arquitectura neoclàssica arquitectura eclèctica                                               | 41° 29′ 04″ N, 2° 15′ 54″ E / 41.48432°N,2.26506°E ca:Carrer de Montalegre, 14 138 msnm                                                         | bé cultural d'interès local                | Can Puigcarbó                                  | Modifica les dades a Wikidata |
|        | Can Regordosa                                  | Tiana    | casa         | Estil: arquitectura modernista 1910                                                                  | 41° 29′ 12″ N, 2° 16′ 01″ E / 41.486666666667°N,2.2669444444444°E ca:Carrer Edith Llaurador, 19                                                 | bé integrant del patrimoni cultural català | Can Regordosa                                  | Modifica les dades a Wikidata |
|        | Can Rodon                                      | Tiana    | casa         | Estil: noucentisme Estat: enderrocat o destruït                                                      | 41° 28′ 50″ N, 2° 16′ 05″ E / 41.48051°N,2.26802°E                                                                                              |                                            |                                                | Modifica les dades a Wikidata |
|        | Can Seguí                                      | Tiana    | casa         | Estil: historicisme arquitectònic 19th century                                                       | 41° 28′ 52″ N, 2° 16′ 04″ E / 41.48109°N,2.26777°E ca:C. Sant Francesc, 11 118 msnm                                                             | bé integrant del patrimoni cultural català | Can Seguí (Tiana)                              | Modifica les dades a Wikidata |
|        | Can Solsona                                    | Tiana    | casa         | Estil: arquitectura modernista 1905                                                                  | 41° 28′ 21″ N, 2° 16′ 05″ E / 41.47248°N,2.26801°E ca:Passeig de la Vilesa                                                                      | bé integrant del patrimoni cultural català | Can Solsona (Tiana)                            | Modifica les dades a Wikidata |
|        | Can Xipell                                     | Tiana    | casa         | Arquitecte: Miquel Madorell i Rius Estil: academicisme 1910s                                         | 41° 28′ 48″ N, 2° 16′ 08″ E / 41.4799°N,2.26893°E ca:Passeig de la Vilesa, 11-15 111 msnm                                                       | bé integrant del patrimoni cultural català | Can Xipell (Tiana)                             | Modifica les dades a Wikidata |
|        | Casa Particular                                | Tiana    | casa         | Estil: historicisme arquitectònic                                                                    | 41° 29′ 09″ N, 2° 16′ 26″ E / 41.4858°N,2.27384°E ca:Carrer Anselm Clavé, 14                                                                    |                                            |                                                | Modifica les dades a Wikidata |
|        | Casa a l'avinguda Isaac Albéniz, 23            | Tiana    | casa         | Estil: arquitectura modernista                                                                       | 41° 28′ 59″ N, 2° 16′ 05″ E / 41.48309°N,2.26818°E ca:Avinguda Isaac Albéniz, 23                                                                | bé integrant del patrimoni cultural català | Isaac Albéniz 23 (Tiana)                       | Modifica les dades a Wikidata |
|        | Casa de carrer                                 | Tiana    | casa         | Estil: arquitectura popular Estat: enderrocat o destruït                                             | ca:Passeig de la Vilesa | bé integrant del patrimoni cultural català |                                                | Modifica les dades a Wikidata |
|        | Casa de la Punxa                               | Tiana    | casa         | Arquitecte: Ramon Maria Riudor i Capella Estil: noucentisme 19th century                             | 41° 28′ 47″ N, 2° 16′ 04″ E / 41.47985°N,2.26775°E ca:Francí, 11 112 msnm                                                                       | bé integrant del patrimoni cultural català | Casa de la Punxa                               | Modifica les dades a Wikidata |
|        | Casa particular                                | Tiana    | casa         | Estil: arquitectura modernista                                                                       | 41° 28′ 53″ N, 2° 16′ 07″ E / 41.481388888889°N,2.2686111111111°E ca:Carrer Anselm Clavé, 14                                                    | bé integrant del patrimoni cultural català | Cal Cucut (Tiana)                              | Modifica les dades a Wikidata |
|        | Conjunt de cases al carrer Sant Cebrià         | Tiana    | casa         | Estil: arquitectura popular                                                                          | 41° 29′ 03″ N, 2° 16′ 06″ E / 41.48405°N,2.2684694444444°E ca:Carrer Sant Cebrià, 15-19 130 msnm                                                | bé integrant del patrimoni cultural català | Conjunt de cases al carrer Sant Cebrià         | Modifica les dades a Wikidata |
|        | Villa Carlota                                  | Tiana    | casa         | Arquitecte: Joan Amigó i Barriga Estil: arquitectura popular 1925                                    | 41° 28′ 53″ N, 2° 16′ 10″ E / 41.481330555556°N,2.2694111111111°E ca:Mediterrani, 7 109 msnm                                                    | bé integrant del patrimoni cultural català | Villa Carlota (Tiana)                          | Modifica les dades a Wikidata |
|        | casa al carrer Bisbe Català, 3                 | Tiana    | casa         | Estil: arquitectura popular 20th century                                                             | 41° 29′ 00″ N, 2° 16′ 05″ E / 41.48339°N,2.26808°E ca:Bisbe Català, 3 130 msnm                                                                  | bé integrant del patrimoni cultural català | Casa al carrer Bisbe Català,3 (Tiana)          | Modifica les dades a Wikidata |
|        | casa al carrer Bisbe Català, 5                 | Tiana    | casa         | Estil: noucentisme 20th century                                                                      | 41° 29′ 00″ N, 2° 16′ 05″ E / 41.48345°N,2.26794°E ca:C. Bisbe Català, 5 130 msnm                                                               | bé integrant del patrimoni cultural català | Casa al carrer Bisbe Català, 5                 | Modifica les dades a Wikidata |
|        | casa al carrer Dr. Fàbregas, 7                 | Tiana    | casa         | Estil: arquitectura eclèctica                                                                        | 41° 29′ 10″ N, 2° 15′ 59″ E / 41.486211111111°N,2.2663611111111°E ca:Carrer Doctor Fàbregas, 7 140 msnm                                         | bé integrant del patrimoni cultural català | Casa al carrer Dr. Fàbregas                    | Modifica les dades a Wikidata |
|        | casa al carrer Lola Anglada, 17                | Tiana    | casa         | Estil: arquitectura popular Estat: enderrocat o destruït                                             | 41° 28′ 57″ N, 2° 16′ 08″ E / 41.48244°N,2.26894°E ca:Carrer Lola Anglada, 17                                                                   | bé integrant del patrimoni cultural català | Casa al carrer Lola Anglada, 17 (Tiana)        | Modifica les dades a Wikidata |
|        | cases de carrer de la Riera de Tiana           | Tiana    | casa         | Estil: arquitectura eclèctica 20th century                                                           | 41° 28′ 57″ N, 2° 15′ 59″ E / 41.48247°N,2.266332°E ca:Riera de Tiana, 101-115 109 msnm                                                         | bé integrant del patrimoni cultural català | Cases de carrer a la Riera de Tiana            | Modifica les dades a Wikidata |
|        | cases del carrer de Josep Paris, 1 i 5 (Tiana) | Tiana    | casa         | Estil: noucentisme                                                                                   | 41° 28′ 44″ N, 2° 16′ 13″ E / 41.47891°N,2.27041°E ca:Carrer Josep Paris, 3-5                                                                   | bé integrant del patrimoni cultural català | Cases del carrer de Josep Paris, 1 i 5 (Tiana) | Modifica les dades a Wikidata |
|        | el Pebré                                       | Tiana    | casa         | Estil: arquitectura eclèctica                                                                        | 41° 29′ 06″ N, 2° 16′ 03″ E / 41.48513°N,2.26763°E ca:Carrer d'Edith Llaurador, 11 140 msnm                                                     | bé integrant del patrimoni cultural català | El Pebré                                       | Modifica les dades a Wikidata |
|        | el Racó de la Rajola                           | Tiana    | casa         | Estil: arquitectura popular 18th century                                                             | 41° 28′ 56″ N, 2° 16′ 09″ E / 41.482333°N,2.269126°E ca:Carrer Lola Anglada, 18                                                                 | bé integrant del patrimoni cultural català | El Racó de la Rajola                           | Modifica les dades a Wikidata |
|        | habitatge al carrer Sant Ciprià, 6             | Tiana    | casa         | Estil: arquitectura popular                                                                          | 41° 29′ 01″ N, 2° 16′ 07″ E / 41.483571°N,2.268489°E ca:Pge. Sant Cebrià, 9 127 msnm                                                            | bé integrant del patrimoni cultural català | Habitatge al passatge Sant Cebrià, 9           | Modifica les dades a Wikidata |

## cementiri
| imatge | Nom                      | Ubicat a | instància de | Detalls | coordenades | Protecció                   | Commons (més fotos)  | Dades a WD                    |
| ------ | ------------------------ | -------- | ------------ | ------- | --- | --------------------------- | -------------------- | ----------------------------- |
|        | cementiri de Tiana       | Tiana    | cementiri    |         | 41° 29′ 21″ N, 2° 16′ 13″ E / 41.489237°N,2.270313°E ca:Camí de l'Alegria 171 msnm                                                            | bé cultural d'interès local | Cementiri de Tiana   | Modifica les dades a Wikidata |
|        | cementiri dels Empestats | Tiana    | cementiri    | 1870    | 41° 29′ 32″ N, 2° 15′ 18″ E / 41.4922073994291°N,2.25494530896424°E ca:Part inferior del Turó del Reig, sobre el coll de Montalegre. 308 msnm |                             | Cementiri del Còlera | Modifica les dades a Wikidata |

## edifici
| imatge | Nom                                               | Ubicat a | instància de            | Detalls                                                                           | coordenades | Protecció                                  | Commons (més fotos)                 | Dades a WD                    |
| ------ | ------------------------------------------------- | -------- | ----------------------- | --------------------------------------------------------------------------------- | --- | ------------------------------------------ | ----------------------------------- | ----------------------------- |
|        | Alberg La Conreria                                | Tiana    | edifici alberg església | Estil: arquitectura popular                                                       | 41° 29′ 30″ N, 2° 15′ 10″ E / 41.491698°N,2.25282°E ca:Carretera de Badalona a Mollet 321 msnm                   | bé cultural d'interès local                | Alberg La Conreria                  | Modifica les dades a Wikidata |
|        | Antiga estació de tramvia de Tiana                | Tiana    | edifici                 | Arquitecte: Ramon Maria Riudor i Capella Estil: arquitectura modernista 1910s     | 41° 28′ 59″ N, 2° 16′ 06″ E / 41.48315119315079°N,2.268375975085568°E ca:Carrer Isaac Albèniz, 14 126 msnm       | bé integrant del patrimoni cultural català | Antiga estació de tramvia de Tiana  | Modifica les dades a Wikidata |
|        | Casal de Tiana                                    | Tiana    | edifici                 | Estil: modernisme català 1911                                                     | 41° 28′ 55″ N, 2° 16′ 05″ E / 41.481931°N,2.268087°E ca:Av. Isaac Albéniz, 12 122 msnm                           | bé cultural d'interès local                | Casal de Tiana                      | Modifica les dades a Wikidata |
|        | Casino Nou                                        | Tiana    | edifici                 | Estil: arquitectura neoclàssica                                                   | 41° 29′ 10″ N, 2° 16′ 03″ E / 41.486219444444°N,2.2676111111111°E ca:Edith Llaurador, 6 149 msnm                 | bé cultural d'interès local                | Casino Nou (Tiana)                  | Modifica les dades a Wikidata |
|        | Catequística                                      | Tiana    | edifici                 | Arquitecte: Ramon Maria Riudor i Capella Estil: arquitectura popular 20th century | 41° 29′ 06″ N, 2° 16′ 02″ E / 41.485°N,2.2673194444444°E ca:Av. Joan Garí, 4 136 msnm                            | bé integrant del patrimoni cultural català | Catequística (Tiana)                | Modifica les dades a Wikidata |
|        | Convent de les Filles de la Caritat               | Tiana    | edifici                 | Estil: arquitectura eclèctica                                                     | 41° 28′ 18″ N, 2° 15′ 58″ E / 41.47161111111111°N,2.266131111111111°E ca:Carrer de la Riera de Tiana, 17 45 msnm | bé integrant del patrimoni cultural català | Convent de les Filles de la Caritat | Modifica les dades a Wikidata |
|        | Cotxera per autobusos de línia de Tiana a Montgat | Tiana    | edifici                 | Estil: noucentisme Estat: enderrocat o destruït                                   | 41° 28′ 52″ N, 2° 16′ 06″ E / 41.48113°N,2.26838°E                                                               |                                            |                                     | Modifica les dades a Wikidata |
|        | Local social La Virreina                          | Tiana    | edifici                 |                                                                                   | 41° 28′ 36″ N, 2° 16′ 43″ E / 41.476777534148226°N,2.278579473495484°E ca:Carrer Nou de la Virreina              |                                            |                                     | Modifica les dades a Wikidata |
|        | Molí de vent                                      | Tiana    | edifici                 | Estil: arquitectura del ferro Estat: enderrocat o destruït                        | 41° 28′ 49″ N, 2° 16′ 10″ E / 41.48036°N,2.2694°E                                                                |                                            |                                     | Modifica les dades a Wikidata |
|        | Projecte Home                                     | Tiana    | edifici                 |                                                                                   | 41° 28′ 16″ N, 2° 15′ 55″ E / 41.47115851619045°N,2.265222072601319°E ca:Riera de Sant Jordi                     |                                            |                                     | Modifica les dades a Wikidata |
|        | Rectoria de Sant Cebrià                           | Tiana    | edifici                 | Estil: arquitectura eclèctica 20th century                                        | 41° 29′ 03″ N, 2° 16′ 05″ E / 41.48412°N,2.26806°E ca:Plaça de l'Església, 2                                     |                                            |                                     | Modifica les dades a Wikidata |
|        | Sala Albèniz del Casino de Tiana                  | Tiana    | edifici                 | Arquitecte: Ramon Maria Riudor i Capella Estil: arquitectura modernista 1911      | 41° 28′ 55″ N, 2° 16′ 05″ E / 41.481956°N,2.268113°E ca:Avinguda Isaac Albéniz, 8-11                             |                                            |                                     | Modifica les dades a Wikidata |
|        | Àngel de la Guarda                                | Tiana    | edifici                 | Estil: arquitectura popular 1920s                                                 | 41° 29′ 16″ N, 2° 15′ 59″ E / 41.487711111111°N,2.26625°E ca:Carrer Edith Llaurador, 26 162 msnm                 | bé integrant del patrimoni cultural català | Hogar del Ángel de la Guarda        | Modifica les dades a Wikidata |

## entitat singular de població
| imatge | Nom         | Ubicat a | instància de                                                                   | Detalls  | coordenades                                                               | Protecció | Commons (més fotos) | Dades a WD                    |
| ------ | ----------- | -------- | ------------------------------------------------------------------------------ | -------- | ------------------------------------------------------------------------- | --------- | ------------------- | ----------------------------- |
|        | Tiana       | Tiana    | entitat singular de població capital municipal ens local històric de Catalunya | 8988 hab | 41° 29′ 03″ N, 2° 16′ 05″ E / 41.484304°N,2.268167°E 138 msnm             |           |                     | Modifica les dades a Wikidata |
|        | la Virreina | Tiana    | entitat singular de població                                                   | 335 hab  | 41° 28′ 39″ N, 2° 16′ 50″ E / 41.477472222222°N,2.2804722222222°E 80 msnm |           |                     | Modifica les dades a Wikidata |

## església
| imatge | Nom                                 | Ubicat a | instància de     | Detalls                                        | coordenades                                                                                            | Protecció                                  | Commons (més fotos)                         | Dades a WD                    |
| ------ | ----------------------------------- | -------- | ---------------- | ---------------------------------------------- | --- | ------------------------------------------ | ------------------------------------------- | ----------------------------- |
|        | Convent de les Carmelites Descalces | Tiana    | església convent | Estil: arquitectura popular                    | 41° 29′ 02″ N, 2° 15′ 56″ E / 41.483769444444°N,2.2654694444444°E ca:Camí de Montalegre, 9-11 129 msnm | bé integrant del patrimoni cultural català | Convent de les Carmelites Descalces (Tiana) | Modifica les dades a Wikidata |
|        | Mare de Déu de l'Alegria            | Tiana    | església         | Estil: arquitectura gòtica                     | 41° 29′ 21″ N, 2° 16′ 17″ E / 41.48904°N,2.27142°E ca:Nucli de l'Alegria 169 msnm                      | bé cultural d'interès local                | Mare de Déu de l'Alegria                    | Modifica les dades a Wikidata |
|        | Sant Cebrià de Tiana                | Tiana    | església         | Estil: historicisme arquitectònic 19th century | 41° 29′ 03″ N, 2° 16′ 06″ E / 41.48424°N,2.26821°E ca:Pl. de l'Església 135 msnm                       | bé cultural d'interès local                | Sant Cebrià de Tiana                        | Modifica les dades a Wikidata |

## font
| imatge | Nom                                   | Ubicat a | instància de | Detalls                                  | coordenades                                                                               | Protecció | Commons (més fotos) | Dades a WD                    |
| ------ | ------------------------------------- | -------- | ------------ | ---------------------------------------- | ----------------------------------------------------------------------------------------- | --------- | ------------------- | ----------------------------- |
|        | Font de les Ceràmiques                | Tiana    | font         |                                          | 41° 28′ 58″ N, 2° 16′ 06″ E / 41.482854206991185°N,2.2683066129684453°E                   |           |                     | Modifica les dades a Wikidata |
|        | Font del carrer de les Flors          | Tiana    | font         |                                          | 41° 28′ 59″ N, 2° 16′ 08″ E / 41.482994863967015°N,2.268816232681275°E                    |           |                     | Modifica les dades a Wikidata |
|        | Riera d'en Font                       | Tiana    | font         |                                          | 41° 28′ 27″ N, 2° 16′ 29″ E / 41.47406°N,2.27461°E ca:Riera d'en Font                     |           |                     | Modifica les dades a Wikidata |
|        | font de Can Comes i safareigs públics | Tiana    | font         | Estil: arquitectura popular 19th century | 41° 29′ 08″ N, 2° 16′ 10″ E / 41.48568°N,2.26943°E ca:Carrer Nostra Senyora del Carme, 34 |           |                     | Modifica les dades a Wikidata |
|        | font de Can Nolis                     | Tiana    | font         | 20th century                             | 41° 28′ 47″ N, 2° 16′ 05″ E / 41.47985°N,2.26802°E ca:Carrer Ferré Vidal                  |           |                     | Modifica les dades a Wikidata |
|        | font de Can Roca                      | Tiana    | font         | Estil: arquitectura popular 1760         | 41° 28′ 33″ N, 2° 16′ 23″ E / 41.47592°N,2.27307°E ca:Carrer de la Riera d'en Font        |           |                     | Modifica les dades a Wikidata |
|        | font del Ronyó                        | Tiana    | font         | Estil: arquitectura popular 20th century | 41° 28′ 31″ N, 2° 16′ 09″ E / 41.47521°N,2.2691°E ca:Passeig de la Vilesa                 |           |                     | Modifica les dades a Wikidata |

## instal·lació esportiva
| imatge | Nom                           | Ubicat a | instància de           | Detalls | coordenades                                                           | Protecció | Commons (més fotos) | Dades a WD                    |
| ------ | ----------------------------- | -------- | ---------------------- | ------- | --------------------------------------------------------------------- | --------- | ------------------- | ----------------------------- |
|        | Camp de futbol de Tiana       | Tiana    | instal·lació esportiva |         | 41° 29′ 26″ N, 2° 15′ 44″ E / 41.49060997873785°N,2.262169718742371°E |           |                     | Modifica les dades a Wikidata |
|        | Pavelló poliesportiu de Tiana | Tiana    | instal·lació esportiva |         | 41° 29′ 29″ N, 2° 15′ 43″ E / 41.49136139537015°N,2.261847853660584°E |           |                     | Modifica les dades a Wikidata |

## masia
| imatge | Nom                  | Ubicat a      | instància de        | Detalls                                                                      | coordenades | Protecció                                            | Commons (més fotos)              | Dades a WD                    |
| ------ | -------------------- | ------------- | ------------------- | ---------------------------------------------------------------------------- | --- | ---------------------------------------------------- | -------------------------------- | ----------------------------- |
|        | Ca l'Andreu          | Tiana         | masia               | Estil: arquitectura gòtica 14th century                                      | 41° 29′ 28″ N, 2° 16′ 18″ E / 41.49117°N,2.27177°E ca:Camí de Can Andreu, 1                                          | bé cultural d'interès local                          | Ca l'Andreu (Tiana)              | Modifica les dades a Wikidata |
|        | Ca n'Aleix           | Tiana         | masia               |                                                                              | 41° 28′ 17″ N, 2° 16′ 02″ E / 41.47127°N,2.26722°E ca:Carrer de Sant Antoni Maria Claret 144                         |                                                      |                                  | Modifica les dades a Wikidata |
|        | Ca n'Elies           | Tiana         | masia               | Estil: arquitectura popular 1881                                             | 41° 28′ 40″ N, 2° 15′ 55″ E / 41.477772°N,2.26527°E ca:Carrer de la Riera de Tiana, 57-59                            | bé cultural d'interès local                          | Ca n'Elies (Tiana)               | Modifica les dades a Wikidata |
|        | Ca n'Estela          | Tiana         | masia               |                                                                              | 41° 29′ 00″ N, 2° 17′ 11″ E / 41.4832726663838°N,2.2862867801056°E                                                   |                                                      |                                  | Modifica les dades a Wikidata |
|        | Ca n'Orella          | Tiana         | masia               | Estil: arquitectura popular 15th century                                     | 41° 28′ 48″ N, 2° 15′ 59″ E / 41.4798871333341°N,2.26644116822009°E ca:Riera de Tiana, 66                            |                                                      |                                  | Modifica les dades a Wikidata |
|        | Cal Met              | Tiana         | masia               | Estil: gòtic tardà arquitectura popular                                      | 41° 28′ 56″ N, 2° 16′ 09″ E / 41.48215°N,2.26923°E ca:Carrer Lola Anglada, 4 123 msnm                                | bé cultural d'interès local                          | Cal Met (Tiana)                  | Modifica les dades a Wikidata |
|        | Cal Ros              | Tiana         | masia               | Estil: arquitectura eclèctica 14th century                                   | 41° 28′ 54″ N, 2° 16′ 07″ E / 41.48177°N,2.26871°E ca:Plaça de la Vila                                               |                                                      |                                  | Modifica les dades a Wikidata |
|        | Cal Tolrà            | Tiana         | masia               | 1606                                                                         | 41° 28′ 49″ N, 2° 16′ 22″ E / 41.48037°N,2.27275°E ca:Riera d'en Font. Torrent dels Grills                           | bé cultural d'interès local                          | Cal Tolrà (Tiana)                | Modifica les dades a Wikidata |
|        | Cals Frares          | Tiana         | masia               | Estil: arquitectura neoclàssica                                              | 41° 28′ 57″ N, 2° 16′ 18″ E / 41.48248°N,2.27155°E ca:Camí del Mig, Camí de l'Alegria, Camí de Cals Frares. 112 msnm | bé cultural d'interès local                          | Cals Frares (Tiana)              | Modifica les dades a Wikidata |
|        | Can Baratau          | Tiana         | masia               | Estil: arquitectura popular 17th century                                     | 41° 28′ 57″ N, 2° 16′ 09″ E / 41.48256°N,2.26912°E ca:C. Lola Anglada, 10 114 msnm                                   | bé integrant del patrimoni cultural català           | Can Baratau (Tiana)              | Modifica les dades a Wikidata |
|        | Can Barceló          | Tiana         | masia               |                                                                              | 41° 28′ 23″ N, 2° 15′ 50″ E / 41.4729618945894°N,2.26384853918883°E ca:Torrent de Can Retolà 11                      |                                                      |                                  | Modifica les dades a Wikidata |
|        | Can Bellús           | Tiana         | masia               |                                                                              | 41° 29′ 45″ N, 2° 16′ 03″ E / 41.4958105830671°N,2.26760334090302°E                                                  |                                                      |                                  | Modifica les dades a Wikidata |
|        | Can Benet            | Montgat Tiana | masia               |                                                                              | 41° 28′ 17″ N, 2° 16′ 11″ E / 41.4715224184254°N,2.2697690042135°E ca:Passeig de la Vilessa (final)                  |                                                      |                                  | Modifica les dades a Wikidata |
|        | Can Besora           | Tiana         | masia               |                                                                              | 41° 28′ 50″ N, 2° 15′ 54″ E / 41.4805436154085°N,2.26486468839205°E                                                  |                                                      |                                  | Modifica les dades a Wikidata |
|        | Can Boter            | Tiana         | masia               | Estil: arquitectura popular 14th century                                     | 41° 29′ 08″ N, 2° 16′ 13″ E / 41.485565°N,2.270329°E ca:Carrer de Can Jordana 121 msnm                               | bé cultural d'interès local                          | Can Boter (Tiana)                | Modifica les dades a Wikidata |
|        | Can Brossa           | Tiana         | masia               | Estil: arquitectura popular                                                  | 41° 29′ 20″ N, 2° 16′ 17″ E / 41.4888°N,2.27132°E ca:Camí del Cementiri 163 msnm                                     | bé cultural d'interès local                          | Can Brossa (Tiana)               | Modifica les dades a Wikidata |
|        | Can Calafell         | Tiana         | masia               |                                                                              | 41° 28′ 42″ N, 2° 15′ 22″ E / 41.4784153914018°N,2.2560734544098°E                                                   |                                                      |                                  | Modifica les dades a Wikidata |
|        | Can Castellà         | Tiana         | masia               |                                                                              | 41° 28′ 34″ N, 2° 15′ 58″ E / 41.4761926093242°N,2.26620735957325°E                                                  |                                                      |                                  | Modifica les dades a Wikidata |
|        | Can Cirera           | Tiana         | masia               | Estil: arquitectura popular                                                  | 41° 29′ 21″ N, 2° 16′ 22″ E / 41.48903°N,2.27274°E ca:Camí de l'Alegria. Camí del Cementiri 162 msnm                 | bé cultural d'interès local                          | Can Cirera (Tiana)               | Modifica les dades a Wikidata |
|        | Can Ciutadella       | Tiana         | masia               |                                                                              | 41° 28′ 41″ N, 2° 16′ 20″ E / 41.47803°N,2.272259°E 80 msnm                                                          |                                                      | Can Ciutadella                   | Modifica les dades a Wikidata |
|        | Can Comes            | Tiana         | masia               | Estil: arquitectura popular                                                  | 41° 29′ 08″ N, 2° 16′ 10″ E / 41.48564°N,2.269452°E ca:Carrer Mare de Déu del Carme, 36 127 msnm                     | bé cultural d'interès local                          | Can Comes (Tiana)                | Modifica les dades a Wikidata |
|        | Can Cosme            | Tiana         | masia               | Estil: arquitectura popular 18th century                                     | 41° 28′ 59″ N, 2° 16′ 13″ E / 41.483022°N,2.270263°E ca:C. Verge del Pilar 110 msnm                                  | bé cultural d'interès local                          | Can Cosme (Tiana)                | Modifica les dades a Wikidata |
|        | Can Fàbregas         | Tiana         | masia               | Estil: arquitectura gòtica                                                   | 41° 29′ 25″ N, 2° 16′ 21″ E / 41.49037°N,2.27239°E ca:Nucli de l'Alegria                                             | bé cultural d'interès local                          | Can Fàbregas (Tiana)             | Modifica les dades a Wikidata |
|        | Can Fàbregas de Baix | Tiana         | masia               | Estil: arquitectura gòtica arquitectura popular 14th century                 | 41° 28′ 54″ N, 2° 16′ 07″ E / 41.481765°N,2.268576°E ca:Plaça de la Vila 119 msnm                                    | bé cultural d'interès local                          | Can Fàbregas de Baix (Tiana)     | Modifica les dades a Wikidata |
|        | Can Gaietano         | Tiana         | masia               | Estil: arquitectura gòtica arquitectura popular                              | 41° 28′ 56″ N, 2° 16′ 16″ E / 41.48212°N,2.27121°E ca:Camí del Mig d'Alella 110 msnm                                 | bé cultural d'interès local                          | Can Gaietano                     | Modifica les dades a Wikidata |
|        | Can Garra            | Tiana         | masia               | Estil: arquitectura popular 1698                                             | 41° 28′ 32″ N, 2° 16′ 25″ E / 41.47547°N,2.27368°E ca:Camí de Can Garra, Camí de la Riera d'en Font                  | bé cultural d'interès local                          | Can Garra (Tiana)                | Modifica les dades a Wikidata |
|        | Can Giró             | Tiana         | masia               |                                                                              | 41° 29′ 29″ N, 2° 16′ 19″ E / 41.49135°N,2.27194°E                                                                   |                                                      |                                  | Modifica les dades a Wikidata |
|        | Can Gosch            | Tiana         | masia               | Estil: arquitectura popular                                                  | 41° 29′ 17″ N, 2° 15′ 57″ E / 41.48803°N,2.26594°E ca:Carrer Can Gosch 160 msnm                                      | bé integrant del patrimoni cultural català           | Can Gosch                        | Modifica les dades a Wikidata |
|        | Can Guinard          | Tiana         | masia               | Estil: arquitectura popular 18th century                                     | 41° 28′ 44″ N, 2° 15′ 55″ E / 41.47882°N,2.26515°E ca:Camí de Can Guinart. Carrer de la Riera de Tiana, 61 83 msnm   | bé cultural d'interès local                          | Can Guinart (Tiana)              | Modifica les dades a Wikidata |
|        | Can Jordana          | Tiana         | masia               | Estil: gòtic tardà arquitectura popular 14th century                         | 41° 29′ 06″ N, 2° 16′ 13″ E / 41.4849°N,2.27028°E ca:Carrer de Can Jordana 115 msnm                                  | bé cultural d'interès local                          | Can Jordana (Tiana)              | Modifica les dades a Wikidata |
|        | Can Maibé            | Tiana         | masia               |                                                                              | 41° 28′ 49″ N, 2° 16′ 13″ E / 41.48026°N,2.2704°E ca:Camí de Can Maibé o Maybé                                       | bé integrant del patrimoni cultural català           | Can Maibé (Tiana)                | Modifica les dades a Wikidata |
|        | Can Maimó            | Tiana         | masia               |                                                                              | 41° 29′ 16″ N, 2° 15′ 08″ E / 41.4878576848436°N,2.25229986521417°E                                                  |                                                      |                                  | Modifica les dades a Wikidata |
|        | Can Maixelí          | Tiana         | masia               |                                                                              | 41° 28′ 39″ N, 2° 15′ 53″ E / 41.47746°N,2.26469°E                                                                   |                                                      |                                  | Modifica les dades a Wikidata |
|        | Can Marí             | Tiana         | masia               | Estil: arquitectura gòtica arquitectura del Renaixement arquitectura popular | 41° 29′ 11″ N, 2° 16′ 04″ E / 41.48631°N,2.26789°E ca:Edith Llaurador, 6 149 msnm                                    | bé cultural d'interès local                          | Can Mari (Tiana)                 | Modifica les dades a Wikidata |
|        | Can Mascaró          | Tiana         | masia               | Estil: arquitectura popular 19th century                                     | 41° 28′ 56″ N, 2° 16′ 00″ E / 41.48224°N,2.2668°E ca:Riera de Tiana, 84 106 msnm                                     | bé integrant del patrimoni cultural català           | Can Mascaró de la Riera de Tiana | Modifica les dades a Wikidata |
|        | Can Matas            | Tiana         | masia               | Estil: arquitectura popular 17th century                                     | 41° 29′ 03″ N, 2° 16′ 04″ E / 41.4843°N,2.26768°E ca:Pl. de l'Església, 1 135 msnm                                   | bé cultural d'interès local                          | Can Matas (Tiana)                | Modifica les dades a Wikidata |
|        | Can Maurici          | Montgat Tiana | masia               |                                                                              | 41° 28′ 22″ N, 2° 16′ 41″ E / 41.47269°N,2.27811°E                                                                   |                                                      |                                  | Modifica les dades a Wikidata |
|        | Can Mogues           | Tiana         | masia               |                                                                              | 41° 28′ 40″ N, 2° 15′ 53″ E / 41.47781°N,2.26478°E                                                                   |                                                      |                                  | Modifica les dades a Wikidata |
|        | Can Montcerdà        | Tiana         | masia               | Estil: arquitectura popular                                                  | 41° 29′ 24″ N, 2° 15′ 57″ E / 41.48996°N,2.26595°E ca:Camí de les Hortes, accés pel carrer d'en Gosch                | bé cultural d'interès local                          | Can Masdeu (Tiana)               | Modifica les dades a Wikidata |
|        | Can Munts            | Montgat Tiana | masia               |                                                                              | 41° 28′ 47″ N, 2° 17′ 23″ E / 41.4798343025645°N,2.28959438083161°E                                                  |                                                      |                                  | Modifica les dades a Wikidata |
|        | Can Nolis            | Tiana         | masia               | Estil: arquitectura popular 18th century                                     | 41° 29′ 15″ N, 2° 15′ 54″ E / 41.48755°N,2.26487°E ca:Carrer d'Edith Llaurador, 27-29 156 msnm                       | bé cultural d'interès local                          | Can Nolis                        | Modifica les dades a Wikidata |
|        | Can Parxet           | Tiana         | masia               | Estil: arquitectura popular                                                  | 41° 28′ 27″ N, 2° 16′ 24″ E / 41.47423°N,2.27346°E ca:Camí de Can Garra                                              | bé cultural d'interès local                          | Can Parxet (Tiana)               | Modifica les dades a Wikidata |
|        | Can Peitx            | Tiana         | masia               | Estil: arquitectura eclèctica 1880                                           | 41° 29′ 00″ N, 2° 15′ 58″ E / 41.48338°N,2.26613°E ca:Carrer de la Riera de Tiana, 16                                | bé integrant del patrimoni cultural català           | Can Peitx (Tiana)                | Modifica les dades a Wikidata |
|        | Can Pere Morell      | Tiana         | masia               | Estil: arquitectura popular                                                  | 41° 29′ 15″ N, 2° 16′ 12″ E / 41.48743°N,2.26989°E ca:Camí de Dalt d'Alella, 15                                      |                                                      |                                  | Modifica les dades a Wikidata |
|        | Can Retolà           | Tiana         | masia               |                                                                              | 41° 28′ 22″ N, 2° 15′ 58″ E / 41.47275°N,2.26601°E ca:Camí de Can Retolà 100                                         |                                                      |                                  | Modifica les dades a Wikidata |
|        | Can Riber            | Tiana         | masia               |                                                                              | 41° 29′ 04″ N, 2° 16′ 24″ E / 41.4845520700154°N,2.27339593235147°E                                                  |                                                      |                                  | Modifica les dades a Wikidata |
|        | Can Rosés            | Tiana         | masia               | Estil: arquitectura popular 1759                                             | 41° 28′ 59″ N, 2° 16′ 04″ E / 41.48302°N,2.26783°E ca:Carrer del Dr. Mascaró, 23 125 msnm                            | bé cultural d'interès local                          | Can Rosés (Tiana)                | Modifica les dades a Wikidata |
|        | Can Sent-romà        | Tiana         | masia vil·la romana | Estil: arquitectura popular                                                  | 41° 28′ 56″ N, 2° 15′ 26″ E / 41.482167°N,2.257194°E ca:Carrer Riera de Montalegre, 2 155 msnm                       | bé d'interès cultural bé cultural d'interès nacional | Can Sent-romà                    | Modifica les dades a Wikidata |
|        | Can Tamborini        | Tiana         | masia               | Arquitecte: Bonaventura Bassegoda i Musté Estil: noucentisme 1923            | 41° 28′ 37″ N, 2° 16′ 12″ E / 41.47697°N,2.26994°E ca:Avingunda Onze de Setembre, 2                                  | bé integrant del patrimoni cultural català           | Los Cedros (Tiana)               | Modifica les dades a Wikidata |
|        | Can Tomeu            | Tiana         | masia               |                                                                              | 41° 28′ 30″ N, 2° 16′ 02″ E / 41.47503°N,2.26728°E                                                                   |                                                      |                                  | Modifica les dades a Wikidata |
|        | Can Torredà          | Tiana         | masia               | Estil: arquitectura popular 17th century                                     | 41° 29′ 18″ N, 2° 15′ 54″ E / 41.4882°N,2.2649°E ca:Crtra. de la Conreria 173 msnm                                   | bé cultural d'interès local                          | Can Torredà (Tiana)              | Modifica les dades a Wikidata |
|        | Can Vergés           | Tiana         | masia               | Arquitecte: Ramon Maria Riudor i Capella Estil: noucentisme 1920s            | 41° 28′ 37″ N, 2° 16′ 14″ E / 41.47706°N,2.27042°E ca:Av. Onze de Setembre, 7                                        | bé integrant del patrimoni cultural català           | Can Vergés (Tiana)               | Modifica les dades a Wikidata |
|        | Can Vilà             | Tiana         | masia               |                                                                              | 41° 28′ 28″ N, 2° 16′ 29″ E / 41.47456°N,2.27476°E ca:Camí de la Riera d'en Font.                                    | bé cultural d'interès local                          | Can Vilà (Tiana)                 | Modifica les dades a Wikidata |
|        | Martorelles          | Tiana         | masia               |                                                                              | 41° 29′ 03″ N, 2° 15′ 25″ E / 41.4840863498278°N,2.25689498910065°E                                                  |                                                      |                                  | Modifica les dades a Wikidata |
|        | Mas Ram              | Tiana         | masia               |                                                                              | 41° 28′ 42″ N, 2° 15′ 29″ E / 41.4782562548605°N,2.2579317494157°E                                                   |                                                      |                                  | Modifica les dades a Wikidata |
|        | can Roca             | Tiana         | masia               | Estil: gòtic tardà arquitectura popular 17th century                         | 41° 28′ 33″ N, 2° 16′ 27″ E / 41.4758°N,2.2741°E ca:Camí de Can Garra 67 msnm                                        | bé cultural d'interès local                          | Can Roca (Tiana)                 | Modifica les dades a Wikidata |
|        | la Casa Alta         | Tiana         | masia               | Estil: arquitectura gòtica 15th century                                      | 41° 28′ 47″ N, 2° 16′ 26″ E / 41.47965°N,2.2738°E ca:Camí dels Francesos o del Mig                                   | bé cultural d'interès local                          | Casa Alta (Tiana)                | Modifica les dades a Wikidata |

## monument
| imatge | Nom                       | Ubicat a | instància de | Detalls                                       | coordenades                                                                                 | Protecció | Commons (més fotos) | Dades a WD                    |
| ------ | ------------------------- | -------- | ------------ | --------------------------------------------- | ------------------------------------------------------------------------------------------- | --------- | ------------------- | ----------------------------- |
|        | Escultura La Ben Plantada | Tiana    | monument     |                                               | 41° 28′ 57″ N, 2° 16′ 09″ E / 41.4825°N,2.26913°E ca:Lola Anglada, 10                       |           |                     | Modifica les dades a Wikidata |
|        | Monument a Clavé, a Tiana | Tiana    | monument     | 1959 Anomenat per: Josep Anselm Clavé i Camps | 41° 28′ 50″ N, 2° 16′ 09″ E / 41.48044691599364°N,2.269240021705628°E ca:Plaça Anselm Clavé |           |                     | Modifica les dades a Wikidata |

## muntanya
| imatge | Nom                 | Ubicat a                                  | instància de | Detalls | coordenades | Protecció | Commons (més fotos)       | Dades a WD                    |
| ------ | ------------------- | ----------------------------------------- | ------------ | ------- | --- | --------- | ------------------------- | ----------------------------- |
|        | Muntanya de l'Amigó | Tiana Badalona Sant Fost de Campsentelles | muntanya     |         | 41° 29′ 29″ N, 2° 14′ 23″ E / 41.49146667°N,2.23967222°E 463.6 msnm                                                   |           |                           | Modifica les dades a Wikidata |
|        | Turó d'en Galceran  | Alella Tiana Santa Maria de Martorelles   | muntanya     |         | 41° 30′ 17″ N, 2° 16′ 00″ E / 41.5046857089°N,2.26664062157°E ca:Extrem de migdia del terme municipal, 08106 484 msnm |           | Turó de Galzeran          | Modifica les dades a Wikidata |
|        | Turó de l'Home      | Badalona Tiana                            | muntanya     |         | 41° 29′ 11″ N, 2° 14′ 43″ E / 41.48631111°N,2.24536944°E 362 msnm                                                     |           | Turó de l'Home (Badalona) | Modifica les dades a Wikidata |
|        | Turó del Reig       | Tiana Sant Fost de Campsentelles          | muntanya     |         | 41° 29′ 45″ N, 2° 15′ 20″ E / 41.4959°N,2.25544°E 368.1 msnm                                                          |           | Turó del Reig             | Modifica les dades a Wikidata |
|        | el Rocar            | Tiana                                     | muntanya     |         | 41° 29′ 06″ N, 2° 16′ 49″ E / 41.4851°N,2.28041°E 207 msnm                                                            |           |                           | Modifica les dades a Wikidata |
|        | els Ginestells      | Tiana Alella                              | muntanya     |         | 41° 30′ 01″ N, 2° 16′ 13″ E / 41.5004°N,2.27039°E 433 msnm                                                            |           | Els Ginestells            | Modifica les dades a Wikidata |

## Misc
| imatge | Nom                                  | Ubicat a                                | instància de                    | Detalls                                                              | coordenades | Protecció                                            | Commons (més fotos)                    | Dades a WD                    |
| ------ | ------------------------------------ | --------------------------------------- | ------------------------------- | -------------------------------------------------------------------- | --- | ---------------------------------------------------- | -------------------------------------- | ----------------------------- |
|        | Ajuntament de Tiana                  | Tiana                                   | casa consistorial               | Estil: arquitectura eclèctica 1896                                   | 41° 28′ 54″ N, 2° 16′ 08″ E / 41.4816°N,2.26902°E ca:Plaça de la Vila, 1 113 msnm | bé integrant del patrimoni cultural català           | Ajuntament de Tiana                    | Modifica les dades a Wikidata |
|        | Cartoixa de Montalegre               | Tiana província cartoixana de Catalunya | monestir cartoixà               | Estil: arquitectura gòtica 14132                                     | 41° 29′ 21″ N, 2° 15′ 17″ E / 41.489128°N,2.25485°E ca:Crtra. de la Conreria | bé cultural d'interès local                          | Cartoixa de Montalegre                 | Modifica les dades a Wikidata |
|        | Convent de les Germanes Franciscanes | Tiana                                   | convent                         | Estil: arquitectura popular                                          | 41° 29′ 14″ N, 2° 16′ 00″ E / 41.487161111111°N,2.2666888888889°E ca:Carrer Edith Llaurador, 22-24 160 msnm                                                                             | bé integrant del patrimoni cultural català           | Casa d'exercicis Immaculada            | Modifica les dades a Wikidata |
|        | Escultura Dona, Pau i Flora          | Tiana                                   | obra escultòrica monument       | 20th century                                                         | 41° 28′ 55″ N, 2° 16′ 08″ E / 41.48195°N,2.2689°E 41° 28′ 55″ N, 2° 16′ 08″ E / 41.4818229675293°N,2.2688748836517334°E ca:Plaça de la Vila ca:Plaça de la Vila. Davant de l'Ajuntament |                                                      |                                        | Modifica les dades a Wikidata |
|        | Granja Pirineu                       | Tiana                                   | granja                          |                                                                      | 41° 28′ 52″ N, 2° 16′ 24″ E / 41.4811821057932°N,2.27320600017474°E |                                                      |                                        | Modifica les dades a Wikidata |
|        | Jardi de Lola Anglada                | Tiana                                   | jardí                           |                                                                      | 41° 28′ 55″ N, 2° 16′ 09″ E / 41.48200623989708°N,2.269282937049866°E ca:Plaça de la Vila                                                                                               |                                                      | Jardi Romàntic de la Lola Anglada      | Modifica les dades a Wikidata |
|        | Matas                                | Tiana                                   | vèrtex geodèsic                 | 1977 Alt: 1.12m                                                      | 41° 30′ 17″ N, 2° 16′ 00″ E / 41.504672°N,2.266638°E ca:Turó d'en Galzeran, 08106 485.052 msnm                                                                                          |                                                      |                                        | Modifica les dades a Wikidata |
|        | Panteó de la família Vidal Xaus      | Tiana                                   | mausoleu                        | Arquitecte: Joan Amigó i Barriga Estil: arquitectura modernista 1920 | 41° 29′ 21″ N, 2° 16′ 13″ E / 41.489262°N,2.270291°E ca:Cementiri de Tiana. Camí de l'Alegria                                                                                           |                                                      |                                        | Modifica les dades a Wikidata |
|        | Parc de Can Puigcarbó                | Tiana                                   | parc                            |                                                                      | 41° 29′ 07″ N, 2° 15′ 57″ E / 41.48520112914736°N,2.2657585144042973°E |                                                      | Parc de Can Puigcarbó                  | Modifica les dades a Wikidata |
|        | Parc de l'antic Camp de Futbol       | Tiana                                   | pati mercat                     |                                                                      | 41° 28′ 43″ N, 2° 16′ 11″ E / 41.47872277449524°N,2.2696477174758916°E |                                                      | Parc de l'antic Camp de Futbol         | Modifica les dades a Wikidata |
|        | Passeig de la Vilesa                 | Tiana                                   | edifici residencial             | Estil: noucentisme                                                   | 41° 28′ 46″ N, 2° 16′ 08″ E / 41.4793586730957°N,2.268826961517334°E ca:Pg. de la Vilesa                                                                                                |                                                      |                                        | Modifica les dades a Wikidata |
|        | Premsa de vi                         | Tiana                                   | mobiliari urbà                  | 19th century                                                         | 41° 28′ 54″ N, 2° 16′ 06″ E / 41.48169°N,2.26839°E ca:Carrer Anselm Clavé, 20 |                                                      |                                        | Modifica les dades a Wikidata |
|        | Vil·la romana de Can Sent-romà       | Tiana                                   | vil·la romana estructura romana |                                                                      | 41° 28′ 56″ N, 2° 15′ 27″ E / 41.48220556°N,2.25756944°E ca:Crtra. de la Conreria, km 4 / Riera de Montalegre, 2                                                                        | bé cultural d'interès nacional bé d'interès cultural | Vil·la romana de Can Sent-romà (Tiana) | Modifica les dades a Wikidata |
|        | capella de Can Sentromà              | Tiana                                   | capella                         |                                                                      | 41° 28′ 55″ N, 2° 15′ 27″ E / 41.48194°N,2.25754°E ca:Carrer Riera Montalegre, 2 |                                                      |                                        | Modifica les dades a Wikidata |
|        | colònia Arbó                         | Tiana                                   | assentament humà                |                                                                      | 41° 28′ 20″ N, 2° 16′ 04″ E / 41.472166666667°N,2.2677222222222°E |                                                      |                                        | Modifica les dades a Wikidata |
|        | creu de terme de Tiana               | Tiana                                   | creu de terme                   | Estil: historicisme arquitectònic 1952                               | 41° 28′ 30″ N, 2° 16′ 08″ E / 41.4751°N,2.2687888888889°E ca:Pg. de la Vilesa 80 msnm                                                                                                   | bé integrant del patrimoni cultural català           | Creu de terme de Tiana                 | Modifica les dades a Wikidata |
|        | riera d'en Font                      | Tiana Montgat                           | torrent                         | Desemboca: mar Mediterrània Llarg: 1200m                             | 41° 28′ 11″ N, 2° 17′ 01″ E / 41.46974°N,2.28373°E 41° 28′ 05″ N, 2° 17′ 08″ E / 41.46803055555556°N,2.2856305555555556°E ca:Al centre del terme de Montgat                             |                                                      |                                        | Modifica les dades a Wikidata |
|        | riera de Tiana                       | Maresme Tiana Montgat                   | curs d'aigua                    | Desemboca: mar Mediterrània                                          | 41° 27′ 56″ N, 2° 16′ 06″ E / 41.46569°N,2.26825°E ca:Al Sud Oest del terme de Montgat                                                                                                  |                                                      |                                        | Modifica les dades a Wikidata |